# Liste der Lieder von Ewert and the Two Dragons
Dies ist eine Liste der Lieder der estnischen Indie-Rock-Band Ewert and the Two Dragons. Die Reihenfolge der Liste ist alphabetisch geordnet. Sie gibt Auskunft über Autoren, Länge, Album und dem Veröffentlichungsjahr. Sie enthält alle Lieder der bisher veröffentlichten Alben und unveröffentlichten Lieder.

## Alben
- 2009: The Hills Behind The Hills
- 2011: Good Man Down
- 2015: Circles

## 28 Lieder

### A
| # | Titel                         | Dauer     | Autoren                                             | Album                      | Jahr |
| - | ----------------------------- | --------- | --------------------------------------------------- | -------------------------- | ---- |
| 1 | Animal (Cover von Miike Snow) | unbekannt | Christian Karlsson / Pontus Winnberg / Andrew Wyatt | - nur live -               | 2012 |
| 2 | All Rise                      | 4:49      | Ewert Sundja                                        | The Hills Behind The Hills | 2009 |

### B
| # | Titel        | Dauer | Autoren      | Album         | Jahr |
| - | ------------ | ----- | ------------ | ------------- | ---- |
| 1 | Burning Bush | 2:51  | Ewert Sundja | Good Man Down | 2011 |

### C
| # | Titel           | Dauer | Autoren      | Album                      | Jahr |
| - | --------------- | ----- | ------------ | -------------------------- | ---- |
| 1 | Cornered Love   | 5:14  | Ewert Sundja | The Hills Behind The Hills | 2009 |
| 2 | Could Have Been | 4:12  | Ewert Sundja | Circles                    | 2015 |
| 3 | Circles         | 4:33  | Erki Pärnoja | Circles                    | 2015 |

### F
| # | Titel   | Dauer | Autoren                        | Album         | Jahr |
| - | ------- | ----- | ------------------------------ | ------------- | ---- |
| 1 | Falling | 4:56  | Albert Ekenstam / Ewert Sundja | Good Man Down | 2011 |

### G
| # | Titel         | Dauer | Autoren      | Album         | Jahr |
| - | ------------- | ----- | ------------ | ------------- | ---- |
| 1 | Getting Older | 4:03  | Ewert Sundja | Circles       | 2015 |
| 2 | Gold Digger   | 3:49  | Erki Pärnoja | Circles       | 2015 |
| 3 | Good Man Down | 4:32  | Erki Pärnoja | Good Man Down | 2011 |

### I
| # | Titel                          | Dauer | Autoren                     | Album                      | Jahr |
| - | ------------------------------ | ----- | --------------------------- | -------------------------- | ---- |
| 1 | I Can See Yer House From Here  | 3:04  | Erki Pärnoja                | The Hills Behind The Hills | 2009 |
| 2 | Interlude                      | 3:33  | Erki Pärnoja / Ewert Sundja | The Hills Behind The Hills | 2009 |
| 3 | (In The End) There's Only Love | 4:07  | Erki Pärnoja / Ewert Sundja | Good Man Down              | 2011 |

### J
| # | Titel  | Dauer | Autoren      | Album         | Jahr |
| - | ------ | ----- | ------------ | ------------- | ---- |
| 1 | Jolene | 4:01  | Erki Pärnoja | Good Man Down | 2011 |

### M
| # | Titel         | Dauer | Autoren      | Album   | Jahr |
| - | ------------- | ----- | ------------ | ------- | ---- |
| 1 | Million Miles | 3:44  | Erki Pärnoja | Circles | 2015 |

### P
| # | Titel     | Dauer | Autoren                     | Album                      | Jahr |
| - | --------- | ----- | --------------------------- | -------------------------- | ---- |
| 1 | Panda     | 7:01  | Ewert Sundja                | Good Man Down              | 2011 |
| 2 | Pastorale | 4:51  | Erki Pärnoja / Ewert Sundja | The Hills Behind The Hills | 2009 |
| 3 | Pictures  | 4:40  | Erki Pärnoja / Ewert Sundja | Circles                    | 2015 |

### R
| # | Titel            | Dauer | Autoren      | Album         | Jahr |
| - | ---------------- | ----- | ------------ | ------------- | ---- |
| 1 | Road To The Hill | 4:09  | Ewert Sundja | Good Man Down | 2011 |

### S
| # | Titel      | Dauer | Autoren                    | Album         | Jahr |
| - | ---------- | ----- | -------------------------- | ------------- | ---- |
| 1 | Sailor Man | 4:31  | Erki Pärnoja / Helen Sürje | Good Man Down | 2011 |
| 2 | Speechless | 4:12  | Erki Pärnoja               | Circles       | 2015 |
| 3 | Stranger   | 4:40  | Erki Pärnoja               | Circles       | 2015 |

### T
| # | Titel       | Dauer | Autoren      | Album                      | Jahr |
| - | ----------- | ----- | ------------ | -------------------------- | ---- |
| 1 | Troubled Me | 6:02  | Ewert Sundja | The Hills Behind The Hills | 2009 |

### W
| # | Titel                             | Dauer | Autoren                                    | Album                      | Jahr |
| - | --------------------------------- | ----- | ------------------------------------------ | -------------------------- | ---- |
| 1 | Waiting For The Weather To Change | 4:04  | Erki Pärnoja                               | Circles                    | 2015 |
| 2 | Warhorses                         | 3:53  | Ewert Sundja                               | Circles                    | 2015 |
| 3 | What You Reap Is What You Sow     | 4:32  | Erki Pärnoja / Ewert Sundja / Kadri Sundja | The Hills Behind The Hills | 2009 |
| 4 | When You Put Your Head Up High    | 4:26  | Erki Pärnoja / Ewert Sundja                | The Hills Behind The Hills | 2009 |

### Y
| # | Titel               | Dauer | Autoren      | Album         | Jahr |
| - | ------------------- | ----- | ------------ | ------------- | ---- |
| 1 | You Had Me At Hello | 7:09  | Ewert Sundja | Good Man Down | 2011 |